# مارتین بیکس
مارتین بیکس (انگلیسی: Martin Bakes؛ زادهٔ ۸ فوریهٔ ۱۹۳۷) بازیکن فوتبال اهل بریتانیا است.
از باشگاه‌هایی که در آن بازی کرده‌است می‌توان به باشگاه فوتبال اسکانتورپ یونایتد و باشگاه فوتبال برادفورد سیتی اشاره کرد.